# لورا برانیگن
لورا آن برانیگن یا لورا آن برانیگان (به انگلیسی: Laura Ann Branigan) (۳ ژوئیهٔ ۱۹۵۲ – ۲۶ اوت ۲۰۰۴) خوانندهٔ موسیقی پاپ آمریکایی و نامزد دریافت جایزهٔ گرمی آمریکا در سال ۱۹۸۳ بود.
آهنگ معروف او «گلوریا» (به انگلیسی: Gloria) در سال ۱۹۸۲ به مدت ۳۶ هفته در بیلبورد هات ۱۰۰ ایالات متحده قرار گرفت که در آن زمان رکوردی برای خوانندگان زن محسوب می‌شد. این ترانه همچنین به عنوان بهترین ترانه در استرالیا و کانادا دست یافت. اصل این ترانه از ترانه گلوریا خواننده ایتالیایی امبرتو توزی برگرفته شده که خود در سال ۱۹۷۹ به موفقیت بزرگی در اروپا رسیده‌بود. لورا برانیگن مجدداً در سال ۱۹۸۴ با آهنگ کنترل نفس (به انگلیسی: Self Control)، به عنوان خواننده ترانه اول در آلمان و کانادا دست یافت.

## زندگی‌نامه
لورا برانیگن در ۳ ژوئیه ۱۹۵۲ در بروستر، نیویورک متولد شد. وی در اواسط دهه ۱۹۷۰ به تحصیل در آکادمی هنرهای دراماتیک آمریکا در شهر نیویورک مشغول بود و کمی بعد از آن در یک گروه کوچک به خوانندگی پرداخت.
لورا اواخر دهه ۱۹۷۰ به‌عنوان خواننده بک‌گراند با لئونارد کوهن همکاری کرد. اوج شهرت وی در دهه ۱۹۸۰ و با ترانه کنترل نفس از خواننده ایتالیایی (راف [رافائل ریفولی]) بود و همچنین ترانه‌هایی که برای فیلم‌های مانند گوست باسترز و فلش دنس خوانده بود.
در سال ۱۹۹۴ هم با همکاری دیوید هسلدرف آهنگ سریال بی واچ را اجرا کردند. وی همچنین در چند فیلم هم به‌عنوان هنرپیشه ایفای نقش کرد.
برانیگان در سال ۱۹۷۸ با یک وکیل به نام لاری راس کروتک ازدواج کرد در سال ۱۹۹۶ همسر وی درگذشت.

### درگذشت
وی در پنج‌شنبه ۲۶ اوت ۲۰۰۴ به دلیل عارضهٔ آنوریسم مغزی در خانه خود در خواب درگذشت. از چند هفته قبل از فوت سردرد داشته ولی حاضر نشده به دنبال معالجات پزشکی برود.

## فیلمشناسی
| فیلم       | فیلم                                | فیلم               | فیلم                                                                                           |
| سال        | فیلم                                | نقش                | یادداشت                                                                                        |
| ---------- | ----------------------------------- | ------------------ | ---------------------------------------------------------------------------------------------- |
| ۱۹۸۵       | Mugsy's Girls                       | Monica             | Also known as Delta Pi                                                                         |
| ۱۹۸۸       | Backstage                           | Kate Lawrence      |                                                                                                |
| Television |                                     |                    |                                                                                                |
| سال        | عنوان                               | نقش                | یادداشت                                                                                        |
| ۱۹۸۲       | Macy's Thanksgiving Day Parade      | Herself            | Performer of "Gloria"                                                                          |
| ۱۹۸۲       | پخش زنده شنبه شب                    | Herself            | Performer of "Gloria" and "Living a Lie"                                                       |
| ۱۹۸۳       | CHiPs                               | Sarah              | Guest star in "Fox Trap" (season six, episode 16)                                              |
| ۱۹۸۳       | A Solid Gold Christmas              | Herself            | Performer of "It's Beginning to Look a Lot Like Christmas" and "Santa Claus Is Coming to Town" |
| ۱۹۸۳       | Dick Clark's New Year's Rockin' Eve | Herself            | Performer of "How am I Supposed to Live Without You" and "Solitaire"                           |
| ۱۹۸۴       | Automan                             | Jessie Cole        | Guest star in "Murder MTV" (season one, episode nine)                                          |
| ۱۹۸۴       | Laura Branigan In Concert           | Herself            | کنسرت زنده وی از Caesars Tahoe                                                                 |
| ۱۹۸۴       | Rock Rolls On                       | Herself            | Co-host, performer of "Self Control" and "The Lucky One"                                       |
| ۱۹۸۵       | Cover Story                         | Herself            | زندگینامه                                                                                      |
| ۱۹۸۶       | Disney's Living Seas                | Herself            | Performer and composer of "If I Were a River"                                                  |
| ۱۹۸۸       | Record Guide '88                    | Herself            | مصاحبه                                                                                         |
| ۱۹۹۰       | SRO: In Concert                     | Herself            | کنسرت زنده وی از آتلانتیک سیتی، نیوجرسی                                                        |
| ۱۹۹۱       | Monsters                            | Amanda Smith-Jones | Guest star in "A Face for Radio" (season three, episode 19)                                    |
| Theater    |                                     |                    |                                                                                                |
| Year       | Title                               | Role               | Notes                                                                                          |
| ۲۰۰۲       | Love, Janis                         | جنیس جاپلین        | Off-Broadway, New York                                                                         |

## جوایز و نامزدی‌ها
| سال  | گروه                 | رده                                         | ترانه                                 | نتیجه    |
| ---- | -------------------- | ------------------------------------------- | ------------------------------------- | -------- |
| ۱۹۸۲ | جایزه گرمیs          | Best pop vocal performance — female         | "Gloria"                              | نامزدشده |
| ۱۹۸۳ | جایزه گرمیs          | آلبوم سال                                   | "Imagination" (Flashdance soundtrack) | نامزدشده |
| ۱۹۸۴ | جوایز موسیقی آمریکا  | Favorite pop/rock female video artist       | "Self Control"                        | نامزدشده |
| ۱۹۸۴ | Tokyo Music Festival | Grand Prix Award for Best Vocal Performance | "The Lucky One"                       | برنده    |

- This nomination was not awarded to Laura Branigan alone